# Seznam medailistek na mistrovství Evropy v plavání na otevřené vodě
Toto je seznam medailistek v plavání na otevřené vodě na mistrovství Evropy kterou pořádá Mezinárodní plavecká federace (FINA).

## 5 km
| Rok     | Zlato                           | Zlato     | Stříbro                        | Stříbro   | Bronz                                       | Bronz     |
| ------- | ------------------------------- | --------- | ------------------------------ | --------- | ------------------------------------------- | --------- |
| ME 1989 | Anamarija Petričevićová (YUG)   | 1:16:55,1 | Wandy Katerová (NED)           | 1:20:10,0 | Tanja Godinová (YUG)                        | 1:20:12,8 |
| ME 1991 | Éva Berzlánovitsová (HUN)       | 1:13:51,2 | Yvetta Hlaváčová (TCH)         | 1:14:13,4 | Mara Dataová (ITA)                          | 1:14:13,7 |
| ME 1993 | Olga Šplíchalová (CZE)          | 1:02:27,3 | Carla Geurtsová (NED)          | 1:02:59,3 | Eva Nováková (CZE)                          | 1:03:46,5 |
| ME 1995 | Rita Kovácsová (HUN)            | 1:00:38,3 | Peggy Büchseová (GER)          | 1:00:50,8 | Valeria Caspriniová (ITA)                   | 1:01:07,6 |
| ME 1997 | Peggy Büchseová (GER)           | 1:00:51,0 | Valeria Caspriniová (ITA)      | 1:00:52,0 | Rita Kovácsová (HUN)                        | 1:01:06,0 |
| ME 1999 | Peggy Büchseová (GER)           | 1:01:56,6 | Viola Valliová (ITA)           | 1:01:57,8 | Britta Kamrauová (GER)                      | 1:02:00,6 |
| ME 2000 | Peggy Büchseová (GER)           | 1:00:26,6 | Britta Kamrauová (GER)         | 1:00:40,9 | Jana Pechanová (CZE)                        | 1:00:41,6 |
| ME 2002 | Viola Valliová (ITA)            | 1:00:25,9 | Hanna Milusková (SUI)          | 1:00:27,3 | Nadine Pastorová (GER)                      | 1:00:28,3 |
| ME 2004 | Britta Kamrauová (GER)          | 59:11,3   | Stefanie Billerová (GER)       | 59:14,4   | Xenia Lópezová (ESP)                        | 59:16,3   |
| ME 2006 | Jekatěrina Seliverstovová (RUS) | 1:01:50,8 | Cathy Dietrichová (FRA)        | 1:01:52,3 | Jana Pechanová (CZE) Larisa Ilčenková (RUS) | 1:01:52,4 |
| ME 2008 | Rachele Bruniová (ITA)          | 58:50,7   | Britta Coresteinová (GER)      | 59:16,1   | Alice Francoová (ITA)                       | 59:39,0   |
| ME 2010 | Jekatěrina Seliverstovová (RUS) | 1:02:34,7 | Kalliopi Arauzosová (GRE)      | 1:02:37,3 | Marianna Lympertasová (GRE)                 | 1:02:41,3 |
| ME 2011 | Rachele Bruniová (ITA)          | 55:51,0   | Jana Pechanová (CZE)           | 57:06,0   | Coralie Codevelleová (FRA)                  | 57:16,7   |
| ME 2012 | Rachele Bruniová (ITA)          | 1:00:56,9 | Kalliopi Arauzosová (GRE)      | 1:01:53,5 | Jana Pechanová (CZE)                        | 1:01:57,8 |
| ME 2014 | Isabelle Härleová (GER)         | 57:55,7   | Sharon van Rouwendaalová (NED) | 58:29,9   | Mireia Belmonteová (ESP)                    | 58:41,4   |
| ME 2016 | Danielle Huskissonová (GBR)     | 59:46,1   | Finnia Wunramová (GER)         | 59:52,4   | Sharon van Rouwendaalová (NED)              | 59:54,9   |
| ME 2018 | Sharon van Rouwendaalová (NED)  | 56:01,0   | Leonie Becková (GER)           | 56:17,8   | Rachele Bruniová (ITA)                      | 56:49,7   |
| ME 2020 | Sharon van Rouwendaalová (NED)  | 58:45,2   | Giulia Gabbrielleschiová (ITA) | 58:49,3   | Océane Cassignolová (FRA)                   | 58:51,4   |
| ME 2022 | Sharon van Rouwendaalová (NED)  | 56:58,7   | María de Valdésová (ESP)       | 57:00,2   | Giulia Gabbrielleschiová (ITA)              | 57:00,3   |

## 10 km
| Rok     | Zlato                                          | Zlato     | Stříbro                        | Stříbro   | Bronz                    | Bronz     |
| ------- | ---------------------------------------------- | --------- | ------------------------------ | --------- | ------------------------ | --------- |
| ME 2002 | Edith van Dijková (NED)                        | 2:06:20,3 | Angela Maurerová (GER)         | 2:06:22,5 | Britta Kamrauová (GER)   | 2:06:22,7 |
| ME 2004 | Britta Kamrauová (GER)                         | 1:54:24,0 | Marta Noguésová (ESP)          | 1:54:25,6 | Angela Maurerová (GER)   | 1:54:26,0 |
| ME 2006 | Angela Maurerová (GER)                         | 2:07:10,8 | Rita Kovácsová (HUN)           | 2:07:14,3 | Jana Pechanová (CZE)     | 2:07:15,6 |
| ME 2008 | Larisa Ilčenková (RUS)                         | 2:00:30,9 | Martina Grimaldiová (ITA)      | 2:00:31,4 | Alice Francová (ITA)     | 2:00:32,2 |
| ME 2010 | Linsy Heisterová (NED)                         | 2:01:06,7 | Giorgia Consigliová (ITA)      | 2:01:07,6 | Angela Maurerová (GER)   | 2:01:08,2 |
| ME 2011 | Martina Grimaldiová (ITA)                      | 2:00:18,6 | Rachele Bruniová (ITA)         | 2:00:19,2 | Nadine Reichertová (GER) | 2:00:20,0 |
| ME 2012 | Martina Grimaldiová (ITA)                      | 2:12:23,3 | Angela Maurerová (GER)         | 2:12:24,7 | Jana Pechanová (CZE)     | 2:12:26,1 |
| ME 2014 | Sharon van Rouwendaalová (NED)                 | 1:56:06,9 | Éva Risztovová (HUN)           | 1:56:08,0 | Aurora Ponselèová (ITA)  | 1:56:08,5 |
| ME 2016 | Rachele Bruniová (ITA) Aurélie Mullerová (FRA) | 2:07:00,1 | —                              | —         | Arianna Bridiová (ITA)   | 2:07:03,6 |
| ME 2018 | Sharon van Rouwendaalová (NED)                 | 1:54:45,7 | Giulia Gabbrielleschiová (ITA) | 1:54:53,0 | Esmee Vermeulenová (NED) | 1:55:27,4 |
| ME 2020 | Sharon van Rouwendaalová (NED)                 | 1:59:12,7 | Anna Olaszová (HUN)            | 1:59:13,0 | Rachele Bruniová (ITA)   | 1:59:15,1 |
| ME 2022 | Leonie Becková (GER)                           | 2:01:13,4 | Ginevra Taddeucciová (ITA)     | 2:01:15,2 | Angélica Andréová (POR)  | 2:01:16,4 |

## 25 km
- 1989 závod ukončen po 21 km
- 2022 závod zastaven na cca 15 km

| Rok     | Zlato                        | Zlato     | Stříbro                        | Stříbro   | Bronz                       | Bronz     |
| ------- | ---------------------------- | --------- | ------------------------------ | --------- | --------------------------- | --------- |
| ME 1989 | Rita Lázárová (HUN)          | 5:27:07,7 | Diana Simonovićová (YUG)       | 5:31:35,5 | Annemie Landmetersová (BEL) | 5:37:37,2 |
| ME 1991 | Eliana Fieschiová (SUI)      | 6:38:58,8 | Samantha Cavadiniová (SUI)     | 6:54:27,7 | Rita Kovácsová (HUN)        | 6:57:29,5 |
| ME 1993 | Anne Chagnaudová (FRA)       | 5:47:55,8 | Gea Veldhuizenová (NED)        | 5:52:52,2 | Wandy Katerová (NED)        | 5:53:03,7 |
| ME 1995 | Peggy Büchseová (GER)        | 5:32:36,4 | Edith van Dijková (NED)        | 5:36:05,5 | Yvetta Hlaváčová (CZE)      | 5:38:08,3 |
| ME 1997 | Rita Kovácsová (HUN)         | 5:21:58,0 | Valeria Caspriniová (ITA)      | 5:23:28,0 | Edith van Dijková (NED)     | 5:25:28,0 |
| ME 1999 | Olga Gusevová (RUS)          | 5:58:28,3 | Angela Maurerová (GER)         | 5:59:30,5 | Britta Kamrauová (GER)      | 5:59:33,2 |
| ME 2000 | Peggy Büchseová (GER)        | 5:22:11,1 | Edith van Dijková (NED)        | 5:24:47,0 | Valeria Caspriniová (ITA)   | 5:24:52,7 |
| ME 2002 | Edith van Dijková (NED)      | 5:27:34,0 | Olesja Šalyginová (RUS)        | 5:34:47,9 | Natalija Pankinová (RUS)    | 5:34:51,4 |
| ME 2004 | Britta Kamrauová (GER)       | 4:39:11,0 | Natalija Pankinová (RUS)       | 4:39:23,5 | Ivanka Moralievová (BUL)    | 4:41:21,2 |
| ME 2006 | Angela Maurerová (GER)       | 5:35:19,1 | Natalija Pankinová (RUS)       | 5:35:25,1 | Stefanie Billerová (GER)    | 5:35:29,5 |
| ME 2008 | Margarita Domínguezová (ESP) | 5:38:35,3 | Britta Coresteinová (GER)      | 5:39:00,2 | Anna Uvarovová (RUS)        | 5:39:06,6 |
| ME 2010 | Olha Beresněvová (UKR)       | 5:48:10,2 | Angela Maurerová (GER)         | 5:48:10,3 | Martina Grimaldiová (ITA)   | 5:48:30,8 |
| ME 2011 | Alice Francoová (ITA)        | 5:26:23,6 | Margarita Domínguezová (ESP)   | 5:26:42,7 | Jana Pechanová (CZE)        | 5:26:44,2 |
| ME 2012 | Alice Francová (ITA)         | 5:31:21,9 | Margarita Domínguezová (ESP)   | 5:31:26,3 | Martina Grimaldiová (ITA)   | 5:31:34,6 |
| ME 2014 | Martina Grimaldiová (ITA)    | 5:19:14,1 | Anna Olaszová (HUN)            | 5:19:21,0 | Angela Maurerová (GER)      | 5:19:21,4 |
| ME 2016 | Martina Grimaldiová (ITA)    | 5:26:47,8 | Olga Kozydubová (RUS)          | 5:26:49,8 | Caroline Jouisseová (FRA)   | 5:26:50,5 |
| ME 2018 | Arianna Bridiová (ITA)       | 5:19:34,6 | Sharon van Rouwendaalová (NED) | 5:19:34,7 | Lara Grangeonová (FRA)      | 5:19:42,9 |
| ME 2020 | Lea Boyová (GER)             | 4:53:57,0 | Lara Grangeonová (FRA)         | 4:54:58,4 | Barbara Pozzobonová (ITA)   | 4:54:58,7 |
| ME 2022 | Caroline Jouisseová (FRA)    | n/a       | Barbara Pozzobonová (ITA)      | n/a       | Veronica Santoniová (ITA)   | n/a       |